# Wolf-Werner von der Schulenburg
Wolf-Werner Graf von der Schulenburg (* 14. September 1899 in Muskau; † 14. Juli 1944 bei Saint-James, Frankreich) war ein deutscher Verwaltungsjurist, Kaufmann, Leiter der Auslandsabteilung des Reichssportführers, Wehrmachtsoffizier und SA-Brigadeführer.

## Leben
Wolf-Werner von der Schulenburg stammte aus einem altmärkischen Adelsgeschlecht. Er war der zweitälteste Sohn des preußischen Generals und späteren NSDAP-Reichstagsabgeordneten Friedrich Bernhard Graf von der Schulenburg (1865–1939) und Freda-Marie Gräfin von der Schulenburg, geb. Gräfin von Arnim (1873–1939), eine Nichte (später auch Stieftochter) des Muskauer Standesherrn Graf Traugott Hermann von Arnim-Muskau. Er hatte vier Geschwister, darunter den jüngeren Bruder Fritz-Dietlof von der Schulenburg und die jüngere Schwester Tisa von der Schulenburg. Bereits frühzeitig schlug er die Militär- und dann die Beamtenlaufbahn ein. Nachdem er am Ersten Weltkrieg als Reserveoffizier teilgenommen hatte, studierte Graf Schulenburg an der Georg-August-Universität Göttingen Rechtswissenschaft. Er wurde im September 1919 im Corps Saxonia Göttingen aktiv. Im Sommersemester 1920 war er Senior des Corps. Am 1. November 1930 trat er in die Nationalsozialistische Deutsche Arbeiterpartei und am 1. Februar 1931 in die Sturmabteilung ein.
Bis 1933 war er Kaufmann in Brasilien und Berlin und wurde dann Referent im Reichssportamt. 1936 wurde er persönlicher Referent und Gauführer des Gaues Ausland des Deutschen Reichsbundes für Leibesübungen, wenig später Leiter der Auslandsabteilung und des Chefamtes beim Reichssportführer Hans von Tschammer und Osten, der diesen beriet und in außenpolitischen Fragen vertrat. Inzwischen Regierungsdirektor, wurde er bei Kriegsbeginn zum Hauptmann, später zum Major und am 9. November 1942 zum SA-Brigadeführer befördert. Für seine Verdienste wurde er am 20. Juni 1943 mit dem Ritterkreuz des Eisernen Kreuzes ausgezeichnet. Ab September 1943 war er mit seiner Abteilung in Italien im Rahmen der Fall Achse eingesetzt, die eine Besetzung der Halbinsel und die Deportation der ins Südreich eingetretenen italienischen Soldaten in Konzentrationslager vorsah.
Beim Rückzug im Herbst 1943 verübten die Truppen unter Schulenburgs Befehl Verbrechen an der Zivilbevölkerung: das Massaker von Matera am 21. September und das Massaker von Pietransieri zwei Monate später, am 21. November. Die britischen Militärermittlungsbehörden sammelten 1944 Beweise gegen ihn und stellten seine Verantwortung für die beiden Massaker und für diese schweren Verstöße gegen das Militärkriegsstrafgesetzbuch fest. Die Special Investigation Branch unter Leitung der Royal Military Police plante ein Verfahren gegen ihn, das wegen seines vorzeitigen Todes jedoch nicht zustande kam.
Am 15. November 1943 wurde Schulenberg Kommandeur (i. V.) des Fallschirm-Jäger-Regiments 1 der 1. Fallschirmjäger-Division. Er fiel im Sommer 1944 als Kommandeur des Fallschirmjäger-Regiments 13 in der Schlacht um Saint-Lô. Postum wurde er zum Oberstleutnant der Reserve ernannt.
Schulenberg war mit der Generalstochter Gisela geb. Freiin von Stralenheim (1902–1986) verheiratet, die nach seinem Tod in Berlin lebte. Die Ehe blieb kinderlos.

## Auszeichnungen und Ehrungen
- Ehrenkreuz für Frontkämpfer im Jahr 1934
- Dienstauszeichnung (Wehrmacht) IV. Klasse
- Fallschirmschützenabzeichen der Luftwaffe im Jahr 1940
- Eisernes Kreuz II. Klasse am 23. Mai 1940
- Eisernes Kreuz I. Klasse am 23. Mai 1940
- Erdkampfabzeichen der Luftwaffe am 1. Oktober 1942
- Ärmelband Kreta am 20. Mai 1943
- Ritterkreuz des Eisernen Kreuzes am 20. Juni 1943